# Lithacodia sordidata
Lithacodia sordidata là một loài bướm đêm trong họ Noctuidae.